# シルヴィア・ビーチ
シルヴィア・ビーチ（Sylvia Beach、1887年3月14日 - 1962年10月5日）は、アメリカ合衆国に生まれ、フランスで活躍した書店・出版社経営者。1919年にパリで英米文学を紹介するシェイクスピア・アンド・カンパニー書店を設立。1920年代にヘミングウェイ、フィッツジェラルドら「失われた世代」の作家をはじめとする英米の作家とフランスの作家が交流する場となり、とりわけ、1921年にアメリカで発禁処分を受けたジェイムズ・ジョイスの『ユリシーズ』を刊行したことで知られる。

## 生涯

### 背景
シルヴィア・ビーチは1887年3月14日、メリーランド州ボルチモアでシルヴィア・ウッドブリッジ・ビーチとして生まれた。長老派教会の牧師であった父の赴任に伴って米国各地を転々とした後、1901年、1814年にパリで創設されたプロテスタントの教会「パリ・アメリカ教会」の牧師として赴任した父に同行して渡仏し、同地に1905年まで滞在した。ビーチ一家は帰国後、ニュージャージー州プリンストンに居を定めた。ビーチは1916年にニューヨークに出たときに立ち寄った出版社で店主の話を聞いて、書店を開きたいという夢を抱くようになった。

### 渡仏
1917年にフランス文学を勉強するために再び渡仏し、第一次世界大戦中はフランスで志願して救護・看護活動にあたった後、1918年から19年までセルビアのアメリカ赤十字社に勤務した。この間、あるとき、フランス国立図書館で探していた雑誌がオデオン通り7番地の「本の友の家（La Maison des Amis des Livres）」書店にあることを知った。1915年にアドリエンヌ・モニエが創設した書店で、ポール・ヴァレリー、ヴァレリー・ラルボー、レオン＝ポール・ファルグ、ジュール・ロマン、ポール・フォール、アンドレ・ジッド、ルイ・アラゴンら前衛作家が集まる場所でもあった。ビーチはそうしたことは何も知らなかったが、早速「本の友の家」を訪れ、モニエに会う機会を得た。モニエからフランスの作家の話を聞いているうちに、再び書店を開きたいという気持ちが湧き起こり、今回はフランスでアメリカの作家を紹介したいという、より具体的な展望を持つようになった。

### シェイクスピア・アンド・カンパニー書店
こうして、モニエから助言を得ながら、1919年にパリ6区オデオン地区（広義のサン＝ジェルマン＝デ＝プレ）のデュピュイトラン通りにシェイクスピア・アンド・カンパニー書店を開いた。2年後の1921年にはモニエの書店があるオデオン通りの12番地に移転した。オデオン通りは狭く短い通りで、ビーチの書店はモニエの書店の斜め向かいにあったため、客層もほとんど同じであった。上記のフランス人作家のほか、ロジャー・フライ、オルダス・ハクスリー、イーディス・シットウェル、ウォルター・デ・ラ・メアら英国の作家・評論家が訪れていた。書店には書籍だけでなく、アメリカの雑誌も置かれ、壁には絵画や版画、写真が展示されるなどサロンや画廊の役割も果たしていた。
1920年代にはガートルード・スタインが「失われた世代」と名付けたアメリカの亡命作家がシャーウッド・アンダーソンを介して集まった。ヘミングウェイ、フィッツジェラルド、T・S・エリオット、エズラ・パウンド、ジューナ・バーンズ、ヘンリー・ミラーらである。フランスの作家・芸術家の輪も広がり、やがてジャン・ポーラン、マン・レイ、ジャック・ラカンも常連となる。ヘミングウェイは、この頃のパリでの生活を描いた『移動祝日』の「シェイクスピア書店」の項でビーチを「親切で陽気で、何にでも関心を持ち、冗談や噂話が好きで、誰よりも私に親切だった」と語り、フランス人作家のアンドレ・シャンソンは、「英国、米国、アイルランド、フランスの4人の偉大な大使以上に4つの国の架け橋として活躍した」と評している。

### 『ユリシーズ』刊行
シルヴィア・ビーチおよびシェイクスピア・アンド・カンパニー書店の最大の功績としてしばしば言及されるのは、1921年に「猥褻」であるとして発禁処分を受けたジェイムズ・ジョイスの『ユリシーズ』を1922年にパリで刊行したことである。ビーチがジョイスに出会ったのは1920年7月のことであった。『ユリシーズ』が発禁となったとき、ビーチとモニエはパリで刊行のための支援を求めた。これに応じたのが、フランソワ・ビュリエが創設し、当時隆盛を極めていたダンスホール「バル・ビュリエ」と「クロズリー・デ・リラ」であった。シェイクスピア・アンド・カンパニー書店からの刊行が決まったとき、ジョイスと親しくしていたフランス人作家で後に『ユリシーズ』のフランス語訳・監訳をすることになるヴァレリー・ラルボーは、彼が寄稿していた『新フランス評論』誌の編集長ジャック・リヴィエールに「英語圏の新しい文学において偉大な作家は一人しかいない。ジェイムズ・ジョイスである。（この冬に）『ユリシーズ』が刊行されたら、ジョイスは世界で最も有名な、顰蹙を買うほどに有名な作家になるだろう。『新フランス評論』誌はせっかくの機会を失ったのである」と書いている。『ユリシーズ』は1922年2月2日に1,000部限定でシェイクスピア・アンド・カンパニー書店から刊行された。また、ラルボー監訳の仏語版『ユリシーズ』は、1929年、モニエの「本の友の家」から刊行された。

### 廃業・晩年

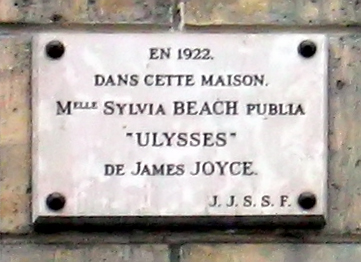
「1922年、この建物でシルヴィア・ビーチがジェイムズ・ジョイスの『ユリシーズ』を出版した」と書かれたオデオン通り12番地の銘板

やがて1930年代に世界恐慌が起こると、アメリカの亡命作家らは帰国し、さらに1941年にナチス・ドイツがフランスを占領すると、ビーチはシェイクスピア・アンド・カンパニー書店を閉店せざるを得なくなった。1941年12月に、ドイツ兵が来店し、『フィネガンズ・ウェイク』を買おうとしたが、ビーチは手元に１冊しかないという理由で販売を拒否した。ドイツ兵に追って在庫を押収すると言われたため、モニエと彼女の助手の助けを借りて在庫をすべて上階のアパートに移動した。1943年、ビーチは他のアメリカ人亡命者とともにヴィッテル収容所（ヴォージュ県）に収容され、6か月後に釈放された。
1959年、回想録『シェイクスピア・アンド・カンパニー書店』を発表した。
1962年、シルヴィア・ビーチはパリにて75歳で死去し、故郷プリンストンの墓地に埋葬された。シェイクスピア・アンド・カンパニー書店が再開されることはなかったが、1951年に別の英語書籍の専門店「ル・ミストラル」を創設したジョージ・ホイットマンが、かねてからビーチに勧められていた通り、彼女の没後1964年にシェイクスピア生誕400年を記念して「シェイクスピア・アンド・カンパニー書店」に改称した。

## 参考資料
- BEACH SYLVIA (1887-1962), Encyclopædia Universalis.
- The Editors of Encyclopaedia Britannica, Sylvia Beach - American bookstore owner, Encyclopaedia Britannica.
- BEACH, Sylvia (1887-1962), Ambassade des États-Unis d’Amérique en France.
- Sylvia Beach and Keri Walsh, Inturned, PMLA, Vol. 124, No. 3 (May, 2009), pp. 939-946.
- 平野信行、「本の友の家」と「シェイクスピア・アンド・カンパニー」、『言語文化』第30号、一橋大学語学研究室、1993年12月25日、75-81頁。

## 関連書籍
- Sylvia Beach, Shakespeare and Company, Paris, Mercure de France, 1960
  - シルヴィア・ビーチ『シェイクスピア・アンド・カンパニイ書店』中山末喜訳（復刻新版）、河出書房新社〈KAWADEルネサンス〉、2011年。ISBN 978-4-309-20567-0。初版1974年
    - 『シェイクスピア・アンド・カンパニイ書店』中山末喜訳、河出文庫、2023年。ISBN 978-4-309-46777-1
- Adrienne Monnier, Rue de l'Odéon, Paris, Albin Michel, 2009. ペーパーバック
  - アドリエンヌ・モニエ『オデオン通り』岩崎力訳（復刻新版）、河出書房新社〈KAWADEルネサンス〉、2011年。ISBN 978-4-309-20566-3。初版1975年
- Ernest Hemingway, A Moveable Feast, NY, Scribner's, 1964
  - アーネスト・ヘミングウェイ『移動祝祭日』高見浩訳、新潮文庫、2009年。ISBN 978-4-10-210015-8。
  - ヘミングウェイ『移動祝祭日』福田陸太郎訳、土曜社〈土曜文庫〉、2016年、復刻新版。ISBN 978-4-907511-39-5
- ノエル・R・フィッチ『シルヴィア・ビーチと失われた世代　1920, 30年代のパリ文学風景』 前野繁ほか訳、開文社出版（上・下）、1986-87年
- ジェレミー・マーサー『シェイクスピア＆カンパニー書店の優しき日々』市川恵里訳、河出文庫、2020年。ISBN 978-4-309-46714-6。二代目店舗での回想記